# 4623 Obraztsova
A 4623 Obraztsova (ideiglenes jelöléssel 1981 UT15) a Naprendszer kisbolygóövében található aszteroida. Ljudmila Ivanovna Csernih fedezte fel 1981. október 24-én.